# ヘラルト・ドウ

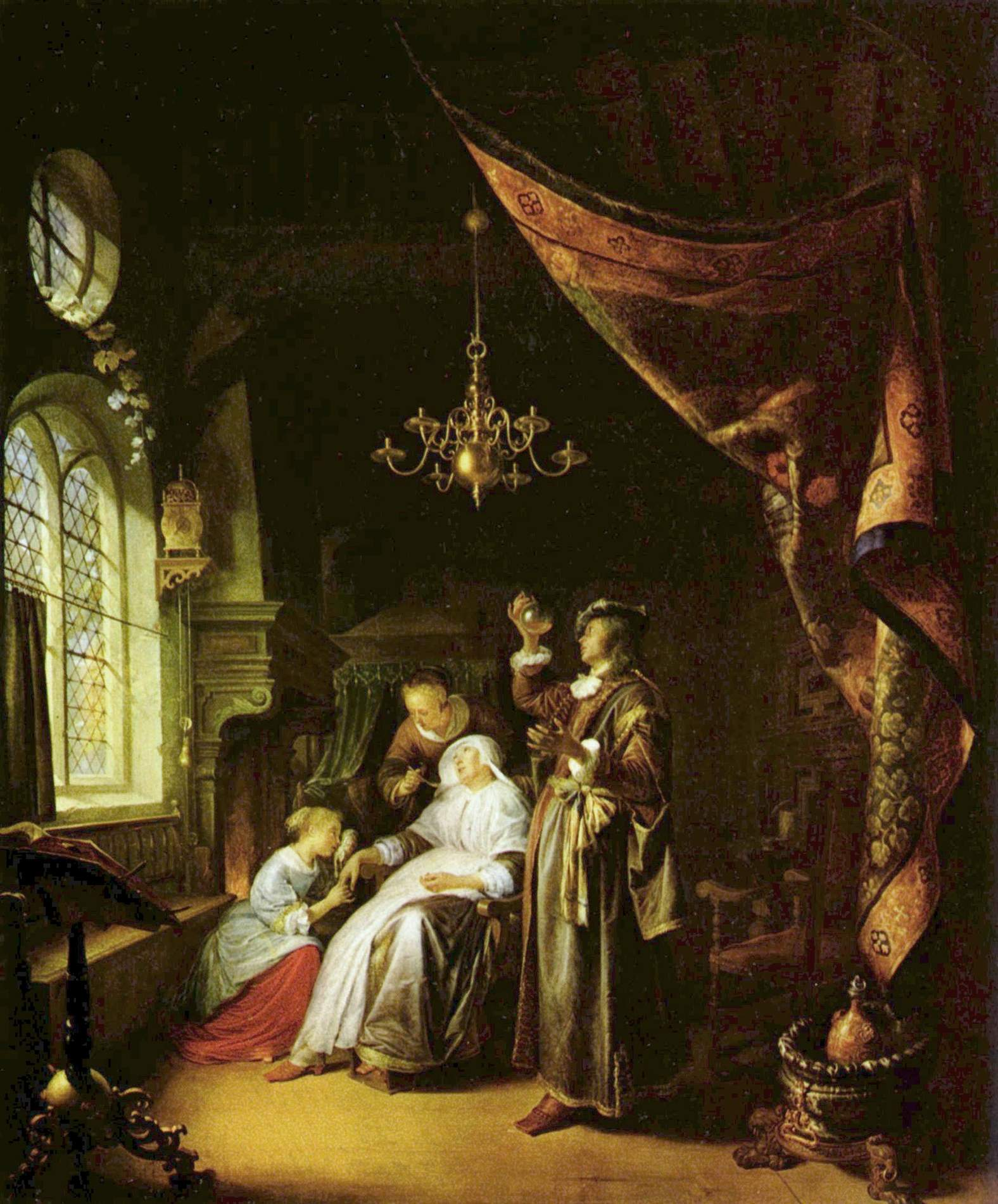
『水腫の女』、ルーヴル美術館蔵

ヘラルト・ドウ （Gerard Dou, 1613年4月7日 - 1675年2月9日）は、オランダの画家。ヘリット（Gerrit）やDouw、Dowとの表記もみられる。

## 経歴
ドウはライデンで生まれた。彼の初期の絵画と素描の師匠は、版画家バーテルミー・ドレントであった。のちにドウはペーター・コウホールンのもとでガラス絵の技法を学んだ。15歳になるとドウはレンブラントの門弟となり、彼の元で3年間学んだ。オランダ派の偉大な師から、ドウは色彩の技能、明暗法（キアロスクロ）の効果を学んだ。レンブラントの画風はドウの初期の絵画作品に反映されている（ex. ブリッジウォーター・ギャラリー所蔵の22歳当時の自画像、ヴァルドウル城にある『息子に会いに行こうとする盲目の聖トビト』）。ドウはライデンで死んだ。彼の最も知られる弟子は、フランス・ファン・ミーリスである。

## 様式上の特徴
ドウの経歴においては比較上早い時点で、彼は独自の絵画様式を完成していた。彼は自分自身の手で作った筆と細かく砕いた絵具を用いた。そしてそれらの画材の精密な運用と正確な対象模倣、特に細部描写の技術向上に力を注いだ。結果としてこの画家の様式は彼の師匠であるレンブラントの前期の緻密な筆遣いで描かれた作品とは近似しているものの、後期の作品に特徴的な大胆な筆遣いと厚い絵具の層が凹凸のある絵画表面を作る制作手法とは一線を画すものとなった。
正確さを期す筆遣いが用いられているにもかかわらず、作品の全体的な効果は調和がとれ、ぎこちなさとは無縁である。また彩色は常に新鮮で透明感がある。彼はランタンやロウソクの灯りの中にある対象を表現するのを好んだ。余人の及ばない技術により達成される、迫真性の効果をそこには認めることができる。ドウはしばしば凹面鏡の助けを借りて絵を描いた。そして絹糸で四角の形をつくって額にし、自分の作品の主題となるものを綿密に観察して描いた。
彼の肖像画ははじめは非常に人気があったが、やがて次第に衰えていった。それは肖像画を描かせるために座る人々が、画家が必要とする時間をモデルとしてポーズをとるのに費やすのを嫌ったからである。

## 代表作
この画家の作品は常に小さなサイズで、多くの場合、静物画では中心的モチーフとなる楽器などの小道具が人物とともに描かれている。200点以上の作品が彼の作品とされている。その作例はヨーロッパ諸国で形成された絵画コレクションの内の大半に認められる。ドウの絵画は高額で取引され、美術愛好家であるハーグのファン・スピーリンクは、彼の作品の優先買い取り権のためドウに1,000フローリンを支払っている。
一般にドウの最高傑作と考えられているのは、ルーヴル美術館所蔵の『水腫の女』である。アムステルダム国立美術館所蔵の『夜間学校』は彼の秀でたロウソクの灯りに照らされた光景を描いた逸品である。ロンドンのナショナル・ギャラリーには、『鳥肉屋の店先』や自画像が所蔵されている。

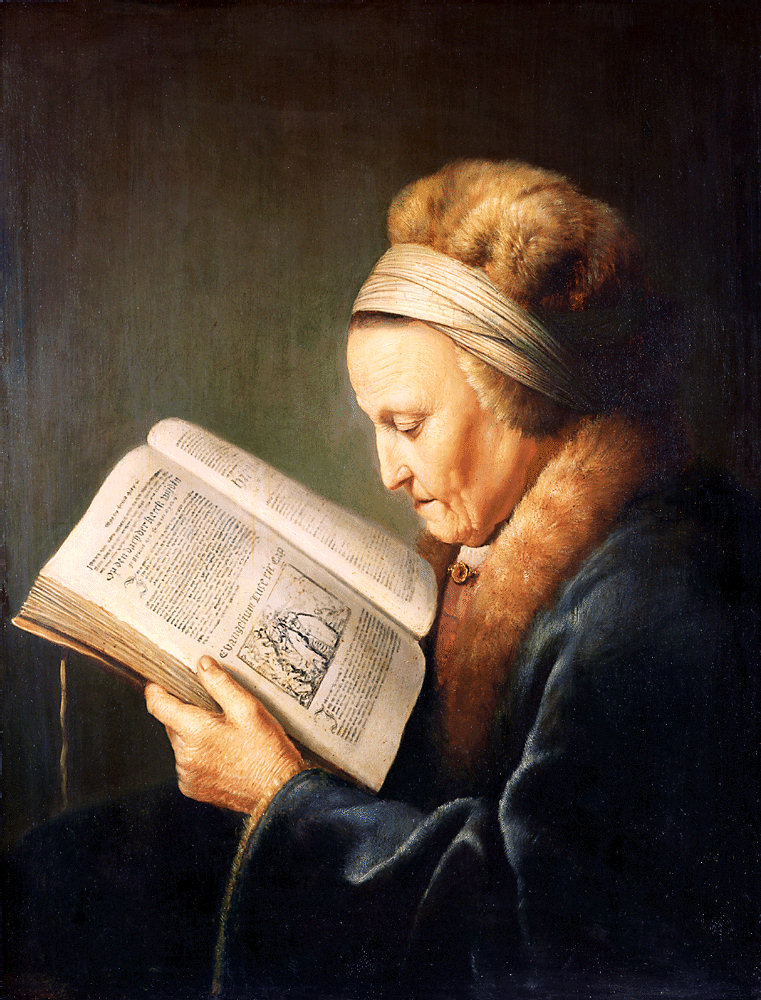
『読書をする老婦人』

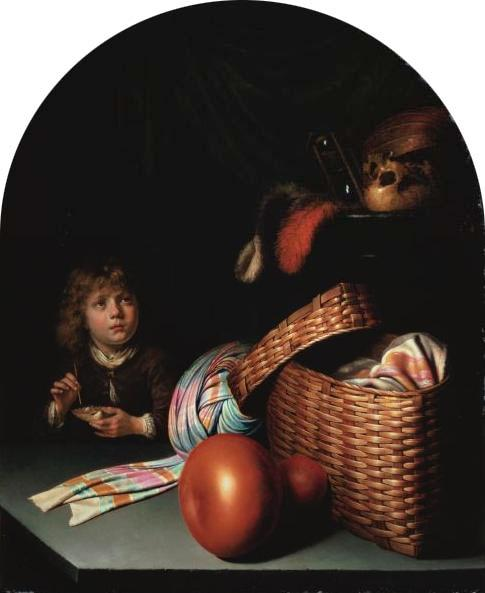
『シャボン玉を吹く少年と静物』

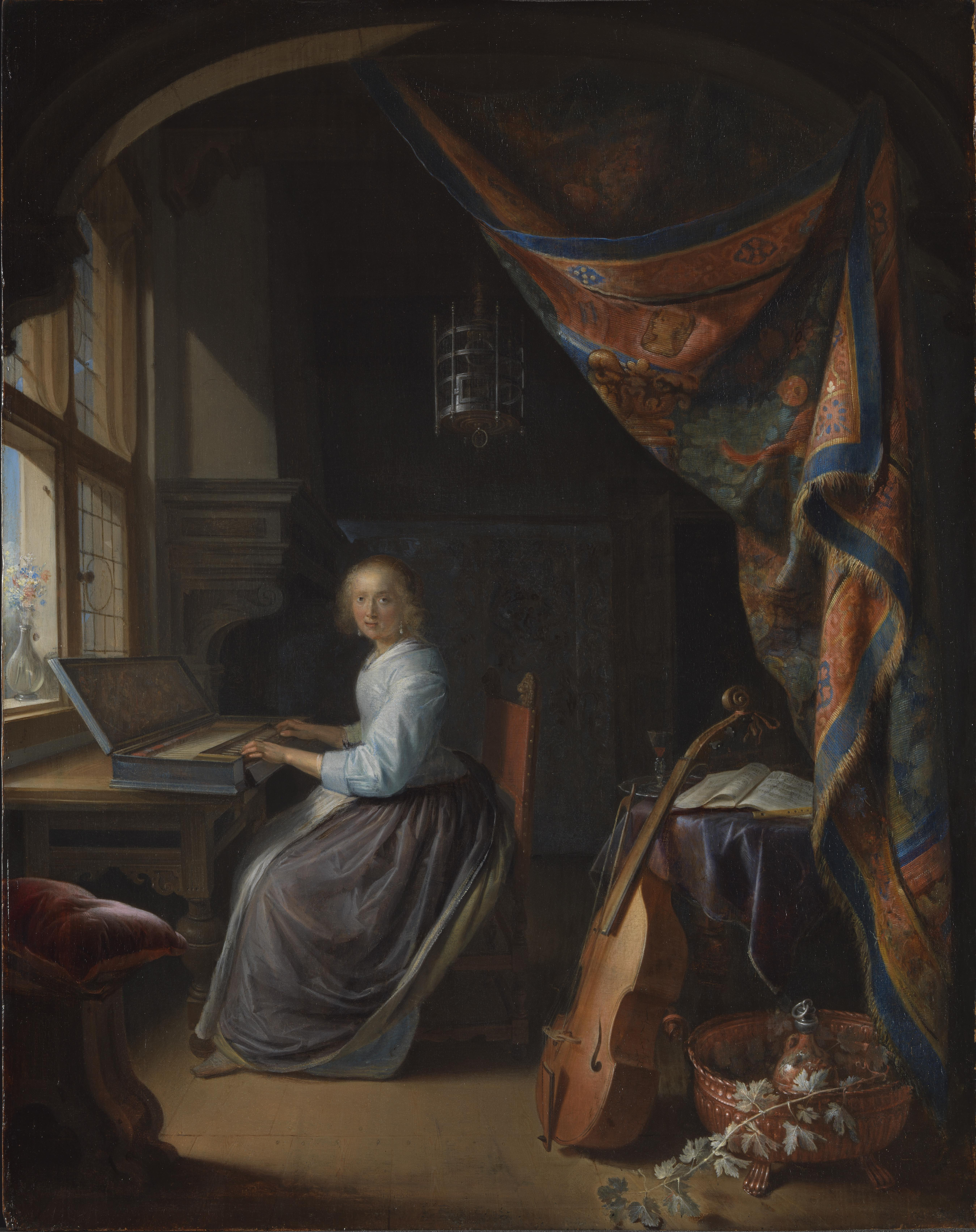
『クラヴィコードを弾く婦人』

- 1623年-1665年: 『夜間学校』 (アムステルダム国立美術館、アムステルダム)
- 1628年: 『占星術師』 (エルミタージュ美術館、サンクトペテルブルク)
- 1630年代: 『読書をする老婦人』 (アムステルダム国立美術館)-　レンブラントの実母をモデルにしたといわれる
- 1630年代: 『ある少女の肖像』 (マンチェスター市立美術館、イギリス)
- 1631年: 『ルパート王子』 (J・ポール・ゲティ美術館、ロサンゼルス）
- 1635年-1636年: 『シャボン玉を吹く少年と静物』 (国立西洋美術館、東京)
- 1635年-1640年: 『ある男の肖像』 (ナショナル・ギャラリー、ロンドン)
- 1637年: 『若いヴァイオリニストのいる室内』 (スコットランド国立美術館、エディンバラ)
- 1640年代: 『若い女の肖像』 (ナショナル・ギャラリー、ロンドン)
- 1640年-1645年: 『ある男の肖像』 (エルミタージュ美術館)
- 1642年-1647年: 『砂漠の聖ヒエロニムス』 (ロチェスター大学記念アート・ギャラリー、ニューヨーク)
- 1645年: 『校長』 (フィッツウィリアム美術館、ケンブリッジ)
- 1646年: 『玉ねぎを刻む少女』（ロイヤル・コレクション）
- 1647年:『"本と財布のある静物画』 (J・ポール・ゲティ美術館)
- 1650年代: 『自画像』 (アムステルダム国立美術館)
- 1650年代: 『窓辺の自画像』 (レジデンツ・ギャラリー、ザルツブルク)
- 1655-1660年: 『若い母親』 (絵画館、ベルリン)
- 1652年: 『藪医者』 (ボイマンス・ヴァン・ベーニンゲン美術館、ロッテルダム)
- 1653年: 『内科医』 (美術史美術館、ウィーン)、(クライストチャーチ美術館（英語版）)
- 1653年: 『ヴァイオリン奏者』 (リヒテンシュタイン宮殿、ウィーン)
- 1655年: 『ロウソクの灯りに照らされる占星術師』 (J・ポール・ゲティ美術館)
- 1655年: 『パンを切る老女』(ボストン美術館)
- 1658年: 『若き母』 (マウリッツハイス美術館、ハーグ)
- 1660年-1665年: 『糸を巻き戻す老婆』 (エルミタージュ美術館)
- 1660年-1665年: 『入浴する兵士』 (エルミタージュ美術館)
- 1660年-1665年: 『入浴する女性』 (エルミタージュ美術館)
- 1660年-1665年: 『花に水をやる窓辺の老女』 (美術史美術館、ウィーン)
- 1663年: 『水腫の女』 (ルーヴル美術館)
- 1663年: 『リンゴの入った銅製鉢としめたヤマドリを手にする女』 (フィッツウィリアム美術館)
- 1665年: 『自画像』 (メトロポリタン美術館、ニューヨーク)
- 1665年: 『クラヴィコードを弾く婦人』 (ダリッジ美術館、ロンドン)
- 1670年: 『祈る隠者』 (ミネアポリス美術館、ミネソタ州)
- 1670年: 『隠者』 (ナショナル・ギャラリー、ワシントンDC)
- 1670年代: 『鳥肉屋の店先』 (ナショナル・ギャラリー、ロンドン)
- 1670年-75年: 『ニシン売り』 (エルミタージュ美術館)
- 『自画像』 (ナショナル・ギャラリー、ロンドン)
- 『若い男の肖像』 (フィッツウィリアム美術館)
- 『夕暮れの光』 (アムステルダム国立美術館)
- 『若い男』 (ハーグ)
- 『料理人』 (ルーヴル美術館)
- 『糸を紡ぐ人』 (ガラ＝サルバトール・ダリ協会)
- 『糸車』 (サンフランシスコ・ファイン・アーツ美術館)
- 『読書する人』 (サンフランシスコ・ファイン・アーツ美術館)
- 『無名の紳士の肖像』 (モンタナ大学ファイン・アーツ美術館、ミゾーラ)
- 『休息する犬』 (ボストン美術館)

## 参照
- この記事にはアメリカ合衆国内で著作権が消滅した次の百科事典本文を含む: Chisholm, Hugh, ed. (1911). “Douw, Gerhard”. Encyclopædia Britannica (英語). Vol. 8 (11th ed.). Cambridge University Press. p. 451.
- Gerrit Dou (1613-1675): Master Painter in the Age of Rembrandt at the National Gallery of Art